# Montivilliers
Montivilliers – miejscowość i gmina we Francji, w regionie Normandia, w departamencie Seine-Maritime.
Według danych na rok 1990 gminę zamieszkiwało 17 067 osób, a gęstość zaludnienia wynosiła 894 osoby/km² (wśród 1421 gmin Górnej Normandii Montivilliers plasuje się na 13. miejscu pod względem liczby ludności, natomiast pod względem powierzchni na miejscu 62.).